# 평양신리소학교
평양신리소학교(平壤新里小學校)는 조선민주주의인민공화국 평양시에 위치한 학교이다.

## 출신 인물
- 배길수